# Carlos Dardé
Carlos Dardé Morales, né à Madrid en 1945, est un historien espagnol, spécialiste du système politique et électoral de la Restauration bourbonienne, en particulier de sa première période (règne d'Alphonse XII et régence de Marie-Christine d'Autriche),.

## Œuvres
- La Restauración, 1875-1902: Alfonso XII y la regencia de María Cristina (1997).
- La idea de España en la historiografía del siglo XX (1999).
- Alfonso XII (2001)[3].
- La aceptación del adversario: política y políticos de la Restauración, 1875-1900 (2003).
- Cánovas y el liberalismo conservador (2013)[2].
- Alfonso XII. Un rey liberal. Biografía breve (2019) [version abrégée mais révisée et actualisée de Alfonso XII de 2001].
- La Corona y la Monarquía Constitucional en la España Liberal, 1834-1931 (en collaboration avec Juan Ignacio Marcuello, 2022).